# Mesnil-Panneville
Mesnil-Panneville is een gemeente in het Franse departement Seine-Maritime (regio Normandië) en telt 515 inwoners (1999). De plaats maakt deel uit van het arrondissement Rouen.

## Geografie
De oppervlakte van Mesnil-Panneville bedraagt 12,0 km², de bevolkingsdichtheid is 42,9 inwoners per km².
De onderstaande kaart toont de ligging van Mesnil-Panneville met de belangrijkste infrastructuur en aangrenzende gemeenten.

## Demografie
Onderstaande figuur toont het verloop van het inwonertal (bron: INSEE-tellingen).